# Абрамов (Хакасия)
Абрамов (хак. Абрамнар аалы) — аал в Аскизском районе Хакасии.

## Название
Название неоднократно менялось. В XIX веке — аал Абрамов (по имени Абрама Чепчигашева), до 30-х гг. XX века — улус Корка, в 30-50-е XX в. — Сталино, позднее — вновь Абрамов.

## География
Находится в 40 км от райцентра — села Аскиз.

## История
Населённый пункт образован в XIX веке. 

## Население
| 2002 | 2010 |
| ---- | ---- |
| 42   | ↗59  |

Национальный состав
Хакасы. 